# 男朋友 (朵芙·卡麥隆歌曲)
〈男朋友〉是美國歌手德芙·卡梅隆的單曲，由破坏者唱片和哥伦比亚唱片於2020年5月15日發行，收錄在卡梅隆即將發行的首張錄音室專輯。由卡梅隆、Delacey、Evan Blair和天空小姐共同創作。